# Willibert (Vorname)
Willibert ist ein deutscher männlicher Vorname.
Der Name kommt aus dem Althochdeutschen und setzt sich zusammen aus willio „Wille, Wunsch“ und beraht „glänzend“.

## Namensträger
- Willibert († 889), von 870 bis 889 Erzbischof von Köln

- Willibert Brockmann (1925–1986), deutscher Politiker (SPD)
- Willibert Kremer (1939–2021), deutscher Fußballtrainer und Fußballspieler
- Willibert Krüger (1940–2019), deutscher Unternehmer
- Willibert Pauels (* 1954), deutscher katholischer Diakon

### Wilbert
- Wilbert Vere Awdry (1911–1997), britischer Pfarrer und Kinderbuchautor
- Wilbert Baranco (1909–1983), US-amerikanischer Jazz-Pianist und Sänger
- Wilbert Ellis (1914–1977), US-amerikanischer Bluespianist und Sänger
- Wilbert Harrison (1929–1994), US-amerikanischer Musiker und Sänger
- Wilbert Hazelzet (* 1948), niederländischer Flötist
- Wilbert Hirsch (* 1961), deutscher Komponist und Musikproduzent
- Wilbert de Joode (* 1955), niederländischer Jazzbassist
- Wilbert Kirk (≈1906–1983), US-amerikanischer Jazzmusiker
- Wilbert London (* 1997), US-amerikanischer Leichtathlet, Sprinter
- Wilbert Marwein (* 1970), indischer Geistlicher, Bischof von Nongstoin
- Wilbert McClure (1938–2020), US-amerikanischer Mittelgewichtsboxer
- Wilbert Ellis Moore (1914–1987), US-amerikanischer Soziologe
- Wilbert Neugebauer (1924–2015), deutscher Zoologe
- Wilbert Olinde (* 1955), deutscher Basketballspieler
- Wilbert Robinson (1863–1934), US-amerikanischer Baseballspieler und -manager